# Stachyocnemus apicalis
Stachyocnemus apicalis är en insektsart som först beskrevs av William Sweetland Dallas 1852.  Stachyocnemus apicalis ingår i släktet Stachyocnemus och familjen krumhornskinnbaggar. Inga underarter finns listade i Catalogue of Life.